# Zijin
Zijin, även romaniserat Tzekam, är ett härad i Heyuans stad på prefekturnivå i provinsen Guangdong i sydöstra Kina.
Zijin är indelat i 18 köpingar (zhen).
- Baipu (柏埔镇)
- Feng'an (凤安镇)
- Guzhu (古竹镇)
- Haoyi (好义镇)
- Huangtang (黄塘镇)
- Jingzi (敬梓镇)
- Jiuhe (九和镇)
- Lantang (蓝塘镇)
- Linjiang (临江镇)
- Longwo (龙窝镇)
- Nanling (南岭镇)
- Shangyi (上义镇)
- Shuidun (水墩镇)
- Suqu (苏区镇)
- Waxi (瓦溪镇)
- Yirong (义容镇)
- Zhongba (中坝镇)
- Zicheng (紫城镇)